# Águilas Doradas
- Itagüí Ditaires redirige aquí, no confundir con el Itagüí Leones Fútbol Club.

Águilas Doradas es un club de fútbol colombiano fundado el 16 de julio de 2008, actualmente juega en la Categoría Primera A desde el 2011, luego de obtener el título de la Primera B en 2010.
En su historia, el club inició su trayectoria en Itagüí y fue conocido como Itagüí Ditaires, luego Itagüí Fútbol Club y posteriormente se denominó Águilas Doradas, trasladándose de manera provisional a la ciudad de Pereira para denominarse Águilas Doradas Pereira. Al llegar a Rionegro en el año 2015, retomó su denominación actual de Águilas Doradas.
Actualmente no cuenta con barra oficial, ya que el equipo no lo ha anunciado, sin embargo cuenta con dos barras, Imperio Dorado y República Dorada. Ambas están compuestas por grupos de hinchas y aficionados oriundos de Rionegro, otros municipios del Oriente Antioqueño, Itagüí y Medellín.
Durante el segundo semestre de 2024 disputó sus partidos como local en Sincelejo, siendo inscrita como plaza alterna.

## Historia

### Fundación y primeros años
El equipo nació en julio de 2008 como Corporación Deportiva Itagüí Ditaires,  tras ser adquirida la ficha del equipo Bajo Cauca Fútbol Club en esta temporada por la familia Salazar Olano, en cabeza de José Fernando Salazar Olano, exjugador de fútbol profesional. Este nuevo equipo no tiene nada que ver con los anteriores equipos que se radicaron en Itagüí y jugaron en la Primera B con los nombres de Industrial, en las temporadas 1992 y 1993, Itagüí F. C. de los años 1998 a 2003 y Deportivo Antioquia, de los años 1994 a 1997 y 2004.
En 2009 el equipo clasificó a la final del Torneo Apertura, luego de ganar en el último juego de la semifinal 1-0 al Expreso Rojo de Zipaquirá, con gol de David Montoya. En la ida jugada en Tuluá, Águilas Doradas cayó derrotado 3-1 frente al Cortuluá. El partido de vuelta disputado en Ditaires lo ganó Águilas Doradas 2-0, y en la definición por penales los tulueños se impusieron 6-5, frustrando la posibilidad en el Itagüí de asegurar un cupo para jugar por la Copa Colombia serie de promoción a final del año tras un nefasto y polémico arbitraje del central Hernando Buitrago.
Durante la mayor parte de la temporada 2010, el equipo dirigido por Álvaro de Jesús Gómez fue líder de la Primera B, lo cual lo llevó a los cuadrangulares semifinales, que disputó quedando primero en el grupo A, llegando a la final con el Deportivo Pasto e igualando el partido de ida en Pasto 1-1, y ganando 2-1 el partido de vuelta el 8 de diciembre de 2010 en Itagüí, quedando campeón del torneo de ascenso y con la posibilidad de disputar la Primera A para la temporada 2011.
Otro logro destacado lo cumplió en la Copa Colombia 2010. En el grupo C quedó segundo y logró llegar a la final luego de superar en las rondas de eliminación directa a equipos de primera división como Deportes Tolima, Atlético Nacional y Millonarios. estos dos últimos en tiros desde el punto penal.
En la gran final cae a manos del Deportivo Cali con resultados de 0-1 de local y 2-0 de visitante, pero dejando una gran imagen ya que es el primer club de la "Primera B" en alcanzar la final de la Copa Colombia.
Luego del subtítulo en Copa y el ascenso conseguido, el técnico Gómez fue reemplazado por Carlos Mario Hoyos para la temporada 2011.

### Debut en primera división
El debut de Itagüí Ditaires en la máxima categoría del fútbol colombiano fue en el Torneo Apertura 2011 el 6 de febrero, venciendo como local al Independiente Medellín 2-1. En ese primer torneo, Águilas Doradas sumó 24 puntos, quedándose en la undécima casilla, por fuera de la fase final. Debido a los resultados obtenidos y a una mejor oferta del Atlético Bucaramanga renuncia a su cargo el técnico Carlos Mario Hoyos.
Para el Torneo Finalización regresa a dirigir el técnico Álvaro de Jesús Gómez, haciendo una campaña histórica para el club, en la que se destacó Lionard Pajoy con sus 10 goles marcados. Al término de la fase todos contra todos, Águilas Doradas obtuvo 30 puntos, clasificando en el segundo lugar a la fase de cuartos de final y alejándose del descenso.
En cuartos de final, se enfrentó a Santa Fe, jugando el partido de ida en el estadio Nemesio Camacho El Campín de Bogotá. Aunque tuvo la ventaja inicial de 2-0 con goles de Cleider Alzáte, el equipo 'Cardenal' dio vuelta al partido de ida, que ganó finalmente 3-2 con un cuestionado arbitraje de Luis Fernando Sánchez. En la revancha, el 8 de diciembre en el Estadio de Ditaires, se impuso nuevamente Santa Fe, esta vez 1-0, sentenciando la eliminación del equipo antioqueño.

### Temporadas 2011 al 2015
Luego del buen año 2011, en el cual Águilas Doradas se aleja del descenso y clasifica a cuartos de final, se realiza uno de los fichajes más sonados del club hasta el momento. Se trata del colombiano nacionalizado suizo Johan Vonlanthen, quien dada su amistad con el profesor Álvaro de Jesús Gómez desechó la oferta del Atlético Nacional por 1 millón de euros, y siendo este último uno de los clubes con más dinero del país. Al final de la temporada el técnico Álvaro de Jesús Gómez fue retirado del equipo. En su reemplazo fue designado el entrenador Hernán Torres, quien dirigió por cuatro años al Deportes Tolima. Águilas Doradas tuvo en el Torneo Apertura 2012 una gran campaña y clasifica a los grupos finales donde enfrenta a Independiente Santa Fe, La Equidad y Boyacá Chicó. En estos grupos es eliminado por Independiente Santa Fe, quien finalmente fue campeón después de muchos años de no serlo(la última vez fue en 1975)hace 37 años. Después de una buena temporada el técnico Hernán Torres se va para Millonarios y en su reemplazo es designado el técnico Leonel Álvarez.
Para el Torneo Finalización 2012 Junto con el técnico Leonel Álvarez, el equipo alcanza una de sus mejores temporadas, terminando en los primeros puestos de la liga regular y clasificando a los grupos finales donde enfrenta al Independiente Medellín, Atlético Nacional y La Equidad. Es eliminado de los grupos finales en el último minuto por Independiente Medellín. El entrenador Leonel Álvarez no solo deja al equipo en los primeros puestos del campeonato y a pocos puntos de llegar a la final, sino que además clasificó al equipo por primera vez en su historia a la Copa Sudamericana.
En el año 2013 el técnico encargado fue Jorge Luis Bernal. En el torneo apertura el equipo tuvo un gran rendimiento, consiguiendo 30 puntos y clasificando a las finales con anticipación.
En el Torneo Finalización clasificó a las finales donde quedó eliminado por Atlético Nacional en cuadrangulares. De la mano de su goleador histórico Jorge Aguirre, jugó su primera copa internacional, la Copa Sudamericana, donde tuvo un gran rendimiento, llegando a cuartos de final, siendo superado por Libertad de Paraguay. El equipo logró ganar los puntos necesarios para un nuevo cupo a la Copa Sudamericana del año 2014. Tras estos exitosos resultados, Jorge Luis Bernal deja la dirección técnica del equipo.
En la temporada 2014 se desarrolla la era del director técnico Alberto Gamero. Se suma el aporte y la habilidad del lateral Carlos Arboleda y la velocidad del defensa Javier López. El equipo es expulsado de Itagüí por el alcalde Carlos Andrés Trujillo, quien ejerció presiones para apoderarse del equipo, encontrando resistencia de los directivos dorados. En la edición del 2014 de la Copa Sudamericana se enfrentó al Emelec de Ecuador, donde fue eliminado en la primera ronda en Guayaquil. En ese entonces ya había regresado Jorge Luis Bernal, que luego dejaría el club nuevamente. El equipo ya se encontraba en Pereira. En el Torneo Apertura 2014 el equipo clasificó séptimo en el todos contra todos, pero en cuartos de final quedó eliminado por Atlético Junior. En el Torneo Finalización 2014 queda cuarto en el todos contra todos y en cuadrangulares es eliminado por Independiente Medellín.
En 2015 empezó una nueva etapa de la mano del profesor Oscar Quintabani. El equipo regresó a una nueva edición de Copa Sudamericana por tercera vez consecutiva, donde venció en primera ronda al Unión Comercio de Perú y siendo luego eliminado por Olimpia de Paraguay.

### Expulsión de Itagüí y cambios de sedes
El equipo representativo de Itagüí cambió de localidad en mayo de 2014, tras la expulsión de la que fue objeto por parte del alcalde de la ciudad Carlos Andrés Trujillo. La justificación, desde la Administración municipal, fue un reclamo público por parte de José Fernando Salazar (principal mandatario de "El Equipo Joven" en ese entonces) del poco apoyo económico brindado a la institución de parte de la alcaldía, además de la "expropiación" de los semilleros de fútbol de Águilas Doradas de parte de la administración municipal, base del proyecto social construido durante 6 años entre ambas partes y que culminó con la dura decisión del alcalde de ese entonces, de no respaldar más el proyecto e incluso impedir su regreso a Itagüí. Esto significó que el equipo, hasta ahora conocido como Itagüí, pasará a llamarse Águilas Doradas.
Además, el club tenía por reglamento de Dimayor hasta el 30 de mayo de 2014 para encontrar una nueva ciudad donde oficiar de local, logrando establecerse en Pereira para lo que quedaba del primer semestre y el resto del año. Ya que las Águilas Doradas de Pereira no lograron captar una hinchada considerable en esta ciudad, a pesar de estar en primera división (contrario a lo que sucedió con el otro equipo de esta ciudad, el Deportivo Pereira, que pese estar en Primera B siguió siendo respaldado por la afición), decidieron cambiar de sede.
Para la temporada 2015, luego de unos partidos del torneo apertura en Risaralda, el club vuelve a Antioquia para jugar en la ciudad de Rionegro, debido a la posición del alcalde de Itagüí de continuar con el veto al equipo de su escenario natural, por lo que pasaron a jugar en el estadio Alberto Grisales.
En diciembre de 2015 la Dimayor y la Federación Colombiana de Fútbol, en cabeza de Jorge Perdomo y Ramón Jesurún respectivamente, agotaron esfuerzos para que el electo alcalde de Itagüí, León Mario Bedoya, repatriara el equipo a su sede natural, encontrando una respuesta negativa que le daba continuidad al mandato de su antecesor, Carlos Andrés Trujillo, gestor del destierro del equipo del sur de Medellín.
El 22 de enero de 2016, su nombre cambió a Águilas Doradas Rionegro, luego de que el equipo llegase a un acuerdo con la alcaldía de Rionegro, que vio en esta problemática una oportunidad anhelada durante muchísimos años de tener un equipo de primera división (durante 23 años fueron representados en Primera B por el Deportivo Rionegro, hoy en día Itagüí Leones, hasta la temporada 2014, cuando cambiaron de sede), que incluyó el cambio en el primer uniforme del color principal de dorado al rojo (en honor a la bandera de Rionegro).
Debido a la reclasificación de la temporada 2016, el equipo clasificó a la Copa Sudamericana 2017, donde quedaría eliminado por el equipo argentino Racing y en el 2018 también por reclasificación clasificó a la Copa Sudamericana 2019.
El 11 de abril de 2021 se jugó el partido por la fecha 18 del Torneo Apertura frente a Boyacá Chicó, donde solo se presentaron 7 jugadores de Águilas Doradas, de los cuales dos eran arqueros. Esto se debió a un brote de coronavirus, en el cual 16 jugadores de la nómina salieron positivos, a lo que se sumaron 6 jugadores que se estaban recuperando de una lesión. Al inicio del partido se estaba logrando la hazaña de mantener el marcador en 0 por más de la mitad del partido; pero, finalmente, Chicó pudo aprovechar la diferencia numérica, marcando 3 goles. En el minuto 79 salió lesionado el jugador Giovanny Martínez, lo que provocó la finalización del partido, ya que un equipo tiene que tener mínimo 6 jugadores en el campo.

### Protagonismo local y nuevas participaciones internacionales
Con la llegada de Leonel Álvarez como técnico, Águilas Doradas fue protagonista en la temporada 2022. En el segundo semestre llegó a los Cuadrangulares Semifinales, donde quedó a un punto de clasificar a la final, y gracias a su buen puesto en la reclasificación logró un cupo para regresar a la Copa Sudamericana tras cuatro años de ausencia.
Para la temporada 2023 llegó el joven entrenador Lucas González a dirigir al equipo, que no logró avanzar de la primera fase de la Copa Sudamericana 2023 tras caer con Independiente Santa Fe. En el Torneo Apertura fue primero de la fase de todos contra todos, pero en los Cuadrangulares Semifinales fue último de su grupo. Posteriormente, Lucas González renunció a su cargo.
Para el segundo semestre del año, con la llegada del experimentado técnico venezolano César Farías, Águilas repitió el primer puesto de la fase todos contra todos esta vez en el Torneo Finalización, pero se repitió la eliminación temprana en los cuadrangulares, ocupando el tercer puesto. Gracias a su desempeño en el año, Águilas fue primero de la reclasificación con 93 puntos, logrando clasificar por primera vez a la Copa Libertadores.
Uno de los posibles factores de la baja en rendimiento del club fue el impacto que generó el intento de desalojo de sus instalaciones en el municipio de Rionegro, lo que tuvo como consecuencia que el club pidiera a la Dimayor la posibilidad de cambio de sede para 2024, contemplándose Valledupar como primera opción y Sincelejo como segunda opción.
El día 23 de julio de 2024 el club confirmó la inscripción  de sede alterna, trasladando sus partidos en condición de local al estadio Arturo Cumplido Sierra de la ciudad de Sincelejo debido al poco apoyo recibido por parte de la administración local de Rionegro y la falta de patrocinios.

## Símbolos

### Uniforme
- Uniforme titular: Camiseta, pantalón y medias doradas.
- Uniforme alternativo: Camiseta, pantalón y medias rojas.

### Evolución de uniformes

#### Uniforme local
| 2013 | 2014-I | 2014-II | 2015-I | 2015-II | 2016 | 2017 | 2018 |

| 2019 | 2020 | 2021 | 2022 | 2023 | 2024 | 2025 |

#### Uniforme visitante
| 2015 | 2016 | 2017 | 2018 | 2019 | 2020 | 2021 | 2022 |

| 2023 | 2024 | 2025 |

#### Tercer uniforme
| 2016 | 2019 | 2020 | 2022 | 2024 |

### Proveedor
| Periodo       | Proveedor |
| ------------- | --------- |
| 2011-2012     | FSS       |
| 2013          | Sheffy    |
| 2014          | FSS       |
| 2017-2022     | Sheffy    |
| 2022-presente | Aerosport |

## Instalaciones

### Estadio Alberto Grisales de Rionegro
Desde el año 2015 el club juega de local en el estadio Alberto Grisales de la ciudad de Rionegro. El 5 de enero de 2016 el alcalde de Rionegro oficializó el cambio de nombre de Águilas Doradas a Rionegro Águilas, en la que también el club pagó 1000 millones de pesos para el cambio de Grama Sintética a Césped Natural. El 24 de febrero de 2016, Rionegro Águilas estreno el nuevo césped contra Millonarios, obteniendo un resultado favorable de 2-1.
Para el año 2025 y después de haber jugado la temporada 24-2 en la ciudad de Sincelejo, el club regresó a su sede en Rionegro, siendo allí su actual escenario deportivo de local.

## Rivalidades

### Clásicos del fútbol antioqueño
Águilas Doradas  Vs. Envigado Fútbol Club 

Águilas Doradas  Vs. Itagüí Leones 

Águilas Doradas  Vs. Atlético Nacional 

Águilas Doradas  Vs. Independiente Medellín

### Rivalidad con Envigado
Desde el nacimiento de Corporación Deportiva Itagüí Ditaires en 2008 que adquirió la ficha de Bajo Cauca Fútbol Club en esta temporada comenzó una pequeña rivalidad en el departamento de Antioquia.Debido a que los enfrentamientos de Envigado contra Independiente Medellín y Atlético Nacional no son tan relevantes el surgimiento de la rivalidad contra Águilas Doradas es la más importante para ambos clubes. El primer encuentro oficial entre estos clubes se dio el 6 de agosto de 2008 por la Copa Colombia donde Envigado golearía por un aplastante 7-0 a Itagüí Ditaires que jugaba en condición de visitante. No obstante el 25 de marzo del año siguiente en la Copa Colombia 2009 Águilas Doradas como Itagüí Ditaires obtendría su revancha ganándole a los naranjas 2-0. El primer enfrentamiento en la Primera A se dio el 13 de febrero en el estadio Polideportivo Sur que culminaría con un empate a dos goles. Sin Embargo el primer enfrentamiento directamente entre Envigado y Águilas Doradas como tal se disputó el 7 de marzo de 2015 en la fecha 8 del Torneo Apertura 2015 donde Águilas Doradas caería frente a Envigado esta vez por la mínima diferencia.
Hasta la fecha solo se han disputado 61 partidos oficiales entre estos 2 clubes en el profesionalismo del fútbol en Colombia siendo 44 de ellos válidos por la Primera A y 17 por la Copa Colombia en los 61 encuentros los naranjas han salido victoriosos en 19 partidos oficiales solo uno más que Águilas Doradas y han empatado en 24 ocasiones destacándose un empate a tres goles en el estadio Polideportivo Sur en el Torneo Finalización 2019.

#### Estadísticas
| Equipo          | PJ | Victorias | Empates | Derrotas |
| --------------- | -- | --------- | ------- | -------- |
| Envigado F.C.   | 61 | 19        | 24      | 18       |
| Águilas Doradas | 61 | 18        | 24      | 19       |

## Datos del club
- Puesto histórico: 21.º
- Temporadas en 1.ª: 20 (2011-presente).
- Temporadas en 2.ª: 3 (2008-2010).
- Mayor número de goles en un empate:
  - 3-3 contra el Atlético Huila, Apertura 2015, (11 de abril de 2015).
- Mayores goleadas conseguidas:
  - En Liga:
    - 6-0 a Deportivo Pasto, Apertura 2015, (17 de mayo de 2015).
    - 5-0 a Deportes Quindío, Finalización 2011, (5 de noviembre de 2011).
    - 0-5 a Santa Fe, Finalización 2023, (7 de octubre de 2023).
    - 4-0 a Deportes Quindío, Finalización 2012, (7 de octubre de 2012).
    - 4-0 a Junior, Finalización 2013, (20 de septiembre de 2013).

  - En Copa Colombia:
    - 4-0 a Atlético Nacional, Copa Colombia 2010, (15 de septiembre de 2010).
    - 4-1 a Deportes Tolima, Copa Colombia 2012, (8 de agosto de 2012).
    - 6-3 a Leones, Copa Colombia 2014, (30 de julio de 2014).

  - En torneos internacionales:
    - 3-0 a Juan Aurich, Copa Sudamericana 2013, (30 de julio de 2013).

### Participaciones internacionales
| Competencia           | Ediciones                          |
| --------------------- | ---------------------------------- |
| Copa Libertadores (1) | 2024                               |
| Copa Sudamericana (6) | 2013, 2014, 2015, 2017, 2019, 2023 |

### Evolución de la ficha
| Temporadas    | Nombre del club | Localia             |
| ------------- | --------------- | ------------------- |
| 2004-2008     | Bajo Cauca      | Caucasia, Antioquía |
| 2008-2014     | Itagüí Ditaires | Itagüí, Antioquía   |
| 2014-2015     | Águilas Doradas | Pereira, Risaralda  |
| 2016-2024     | Águilas Doradas | Rionegro, Antioquía |
| 2024-2025     | Águilas Doradas | Sincelejo, Sucre    |
| 2025-presente | Águilas Doradas | Rionegro, Antioquía |

## Jugadores

### Plantilla 2025-II
- Los equipos colombianos están limitados a tener en la plantilla un máximo de cuatro jugadores extranjeros. La lista incluye sólo la principal nacionalidad o nacionalidad deportiva de cada jugador.
- Para la temporada 2024 la Dimayor autorizó la inscripción de treinta (30) jugadores a los clubes,[68] de los cuales cinco (5) deben ser categoría Sub-23.[69]
- Los jugadores de categoría sub-20 no son tenidos en cuenta en el conteo de los 35 inscritos ante Dimayor.

### Jugadores cedidos
Jugadores que son propiedad del equipo y son prestados para actuar con otro conjunto, algunos con opción de compra.
| Cesiones | Cesiones | Cesiones | Cesiones |
| Jugador  | Posición | Cedido a | Hasta    |
| -------- | -------- | -------- | -------- |
|          |          |          |          |

### Jugadores cedidos en el club
Jugadores que son propiedad de otro equipo y están prestados en el club, algunos con opción de compra.
| Cedidos | Cedidos  | Cedidos      | Cedidos |
| Jugador | Posición | Cedido desde |         |
| ------- | -------- | ------------ | ------- |

### Jugadores en selecciones nacionales
Nota: en negrita jugadores parte de la última convocatoria en sus respectivas selecciones.
| País     | Categoría | Jugador(es)                     |
| -------- | --------- | ------------------------------- |
| Colombia | Absoluta  | Felipe Aguilar, Guillermo Celis |
| Colombia | Sub-20    | Royner Benítez                  |

### Aportes selecciones
- Copa Mundial de Fútbol

| #          | Selección  | Posición | Jugador       | Partidos | Goles | Resultado      |
| ---------- | ---------- | -------- | ------------- | -------- | ----- | -------------- |
| Rusia 2018 |            |          |               |          |       |                |
| 1.         | Costa Rica |          | Johnny Acosta | 3        | 0     | Fase de grupos |

### Máximos goleadores y más presencias
| Máximos goleadores | Máximos goleadores | Máximos goleadores | Más partidos disputados | Más partidos disputados | Más partidos disputados |
| ------------------ | ------------------ | ------------------ | ----------------------- | ----------------------- | ----------------------- |
| 1.                 | Luis Páez          | 66 goles           | 1.                      | Carlos Arboleda         | 298 partidos            |
| 2.                 | Yessi Mena         | 57 goles           | 2.                      | Javier López            | 255 partidos            |
| 3.                 | Jorge Aguirre      | 53 goles           | 3.                      | Cleider Alzáte          | 219 partidos            |

### Jugadores extranjeros
- Desde su fundación han pasado 41 futbolistas extranjeros por el Águilas Doradas.

| Nacionalidad      | N.º | Jugadores |
| ----------------- | --- | --- |
| Argentina         | 8   | José Mialich, Silvio González, Matías Giménez, Osvaldo Cabral, Pablo Torresagasti, Cristian Maidana, Agustín Vuletich y Leandro Velázquez |
| Costa Rica        | 1   | Johnny Acosta |
| Bolivia           | 2   | Diego Cabrera y Moisés Villarroel |
| Honduras          | 1   | Elison Rivas |
| México            | 1   | Miguel Joachím |
| Suiza             | 1   | Johan Vonlanthen |
| Perú              | 2   | Johan Fano y Alexander Sánchez |
| Uruguay           | 4   | Ernesto Hernández, Lucero Álvarez, Maximiliano Freitas y Facundo Ospitaleche                                                              |
| Panamá            | 4   | Manuel Mosquera, Nelson Barahona, Roberto Chen y Felipe Baloy                                                                             |
| Guinea Ecuatorial | 4   | Johnnier González, Mauricio Mina, Jimmy Bermúdez y Carlos Bejarano                                                                        |
| Paraguay          | 5   | Edison Giménez, Roque Caballero, Roque Cardozo, Óscar Franco y Víctor Aquino                                                              |
| Venezuela         | 8   | Edwin Peraza, Dany Cure, Anthony Uribe, Frank Feltscher, Óscar Hernández, Rubert Quijada, Gelmin Rivas y José David Contreras             |

## Entrenadores

### Dirección técnica actual
Cuerpo técnico y directivos del Águilas Doradas en la temporada 2025-I.
| Dirección técnica actual | Dirección técnica actual | Dirección técnica actual | Dirección técnica actual |
| ------------------------ | ------------------------ | ------------------------ | ------------------------ |
| Director Deportivo:      | Por definir              | Entrenador:              | Por definir              |
| Asistentes técnicos:     | Por definir              | Preparador físico:       | Por definir              |
| Entrenador porteros:     | Por definir              | Kinesiólogo(s):          | Por definir              |

### Lista de entrenadores
| #  | Nombre                  | Periodo                                         |
| -- | ----------------------- | ----------------------------------------------- |
| 1  | Hildebrando Castaño     | 16 de julio de 2008 - 25 de agosto de 2008      |
| 2  | Carlos Mario Hoyos      | 28 de agosto de 2008 - 11 de noviembre de 2009  |
| 3  | Álvaro de Jesús Gómez   | 1 de enero de 2010 - 15 de diciembre de 2010    |
| 4  | Carlos Mario Hoyos      | 15 de diciembre de 2010 - 23 de mayo de 2011    |
| 5  | Álvaro de Jesús Gómez   | 31 de mayo de 2011 - 31 de diciembre de 2011    |
| 6  | Hernán Torres           | 4 de enero de 2012 - 6 de julio de 2012         |
| 7  | Leonel Álvarez          | 9 de julio de 2012 - 7 de diciembre de 2012     |
| 8  | Jorge Luis Bernal       | 8 de enero de 2013 - 16 de noviembre de 2013    |
| 9  | Alberto Gamero          | 16 de diciembre de 2013 - 12 de mayo de 2014    |
| 10 | Jorge Luis Bernal       | 3 de junio de 2014 - 4 de octubre de 2014       |
| 11 | Oscar Héctor Quintabani | 14 de octubre de 2014 - 30 de diciembre de 2014 |
| 12 | Álvaro de Jesús Gómez   | 5 de enero de 2015 - 7 de abril de 2015         |
| 13 | Oscar Héctor Quintabani | 7 de abril de 2015 - 29 de septiembre de 2015   |
| 14 | Néstor Otero            | 29 de septiembre de 2015 - 13 de junio de 2016  |
| 15 | Pedro Sarmiento         | 13 de junio de 2016 - 22 de agosto de 2016      |
| 16 | Néstor Otero            | 23 de agosto de 2016 - 17 de abril de 2017      |
| 17 | Óscar Pérez             | 4 de mayo de 2017 - 6 de agosto de 2017         |
| 18 | Diego Edison Umaña      | 11 de agosto de 2017 - 10 de diciembre de 2017  |
| 19 | Hernán Torres           | 13 de diciembre de 2017 - 17 de mayo de 2018    |

| #  | Nombre                | Periodo                                           |
| -- | --------------------- | ------------------------------------------------- |
| 20 | Jorge Luis Bernal     | 31 de mayo de 2018 - 1 de marzo de 2019           |
| 21 | Ever Hugo Almeida     | 11 de marzo de 2019 - 4 de abril de 2019          |
| 22 | Flabio Torres         | 13 de junio de 2019 - 5 de noviembre de 2019      |
| 23 | Francesco Stifano     | 12 de diciembre de 2019 - 31 de diciembre de 2020 |
| 24 | Hubert Bodhert        | 4 de enero de 2021 - 2 de marzo de 2021           |
| 25 | Francesco Stifano     | 4 de marzo de 2021 - 16 de noviembre de 2021      |
| 26 | Johan Fano            | 16 de noviembre de 2021 - 31 de diciembre de 2021 |
| 27 | Leonel Álvarez        | 1 de enero de 2022 - 8 de diciembre de 2022       |
| 28 | Lucas González        | 30 de diciembre de 2022 - 26 de junio de 2023     |
| 29 | César Farías          | 28 de junio de 2023 - 29 de diciembre de 2023     |
| 30 | Hernán Darío Gómez    | 15 de enero de 2024 - 28 de marzo de 2025         |
| 31 | José Luis García      | Marzo de 2024 - octubre de 2024                   |
| 32 | Juan Pablo Buch       | Occtubre de 2024 - noviembre de 2024              |
| 33 | Pedro Depablos        | Diciembre de 2024 - marzo de 2025                 |
| 34 | Gustavo Florentín     | Marzo de 2025 - abril de 2025                     |
| 35 | Jhan Carlos López (e) | Abril de 2025 - junio de 2025                     |
| 36 | Pablo de Muner        | 24 de junio de 2025 - actualidad                  |

## Palmarés

### Torneos nacionales oficiales
| Competición Nacional      | Títulos | Subtítulos |
| ------------------------- | ------- | ---------- |
| Categoría Primera A (0/0) |         |            |
| Copa Colombia (0/1)       |         | 2010       |
| Categoría Primera B (1/1) | 2010    | 2009       |

### Torneos nacionales juveniles
| Competición Nacional        | Títulos | Subtítulos |
| --------------------------- | ------- | ---------- |
| Supercopa Juvenil FCF (1/0) | 2023    |            |

### Otros torneos
- Campeón de la eLiga Dimayor con Brayan Fernández: 2020[74]

## Otras disciplinas
Es el equipo que representa a la ciudad de Rionegro en la Liga Nacional de Futsal. En el año 2012 el equipo fue campeón obteniendo el primer título de su historia y un pasaje a la Copa Merconorte 2013, compitiendo con los mejores de la Zona Norte de Sudamérica (Venezuela, Ecuador, Perú y Bolivia) quedando Campeón de dicho torneo, lo que le otorgó el cupo para disputar la final del Sudamericano de Clubes contra el campeón de la Zona Sur (Intelli Orlandia de Brasil), perdiendo los dos partidos disputados en Brasil logrando el subtítulo. En el plano local disputó la final en el primer semestre del 2012 frente al Club Deportivo Lyon, el equipo Itagüiseño en ese entonces ganó la copa jugando de visitante repitiendo la hazaña en el primer semestre de 2013 ante el mismo rival. En el segundo semestre de 2013 llegó una vez más a la final pero en esta ocasión cayó ante Rionegro Futsal por la vía de los penaltis. El equipo tenía como sede el Coliseo Cubierto de Itagüí "El Cubo" pero, debido a la expulsión de la organización deportiva de este municipio, ahora su localía la ejerce en el Coliseo del Cielo en el municipio antioqueño de Rionegro.